# 青森県道229号津軽新城停車場線
青森県道229号津軽新城停車場線（あおもりけんどう229ごう つがるしんじょうていしゃじょうせん）は、青森県青森市大字新城地内を通る一般県道である。

## 概要
JR奥羽本線津軽新城駅から青森県道247号鶴ケ坂千刈線までを結んでいる。

### 路線データ
- 延長 : 117 m[1]
- 起点 : 津軽新城停車場[2]
- 終点 : 鶴ケ坂千刈線交点（青森市）[2]

## 歴史
- 1961年（昭和36年）2月10日 - 青森県道に認定される[2]

## 路線状況

### 重複区間
- 青森県道234号津軽新城停車場油川線（起点 - 青森市新城山田）

## 地理

### 交差する道路
- 青森県道234号津軽新城停車場油川線（青森市新城山田）
- 青森県道247号鶴ケ坂千刈線（終点）

### 沿線の施設
- JR奥羽本線津軽新城駅